# Maneesha Kukkapalli
Maneesha Kukkapalli (* 29. April 1995) ist eine indische Badmintonspielerin. 

## Karriere
Maneesha Kukkapalli gewann bei den Commonwealth Youth Games 2011 Bronze im Mixed. Im Folgejahr startete sie bei den Juniorenasienmeisterschaften und den Juniorenweltmeisterschaften. Bei den nationalen Titelkämpfen belegte sie 2012 Rang drei im Mixed. Ein Jahr später war sie in der gleichen Disziplin bei den Maldives International 2013 erfolgreich.